# Edward Tennyson Reed

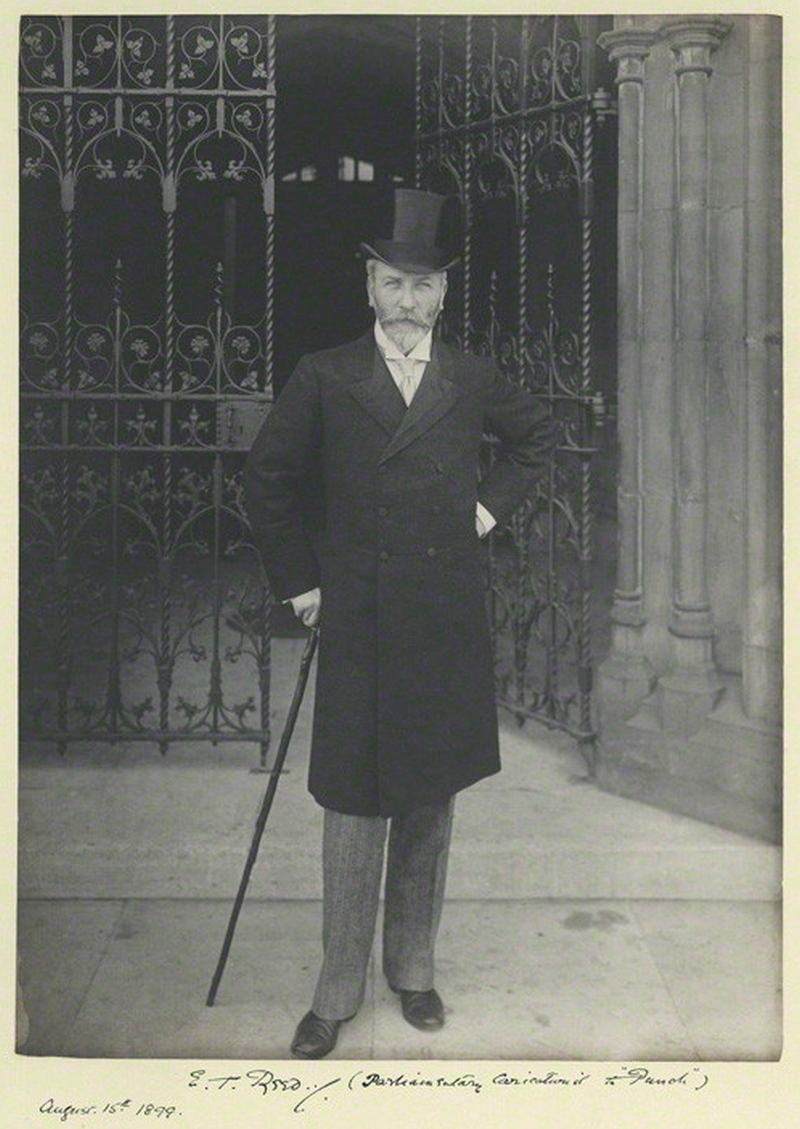
Reed, fotografado por Sir Benjamin Stone, 1899.

Edward Tennyson Reed, mais conhecido como E. T. Reed (Greenwich, 26 de março de 1860 - Londres, 12 de julho de 1933) foi um cartunista e ilustrador britânico, autor da série de cartuns Prehistoric Peeps (em livre tradução: Espiada na pré-história) publicados na revista Punch (soco, murro, em português).

## Biografia
Edward era filho de Sir Edward James Reed e de Rosetta (Barnaby) Reed.
Estudou na Calderon's Art School após o que experimentou se tornar pintor de retratos profissional; esta tentativa não deu o resultado esperado, então Reed passou a trabalhar como ilustrador e caricaturista, algo que fazia desde quando era rapaz, e acompanhava seu pai à Câmara dos Comuns e exercitava-se fazendo esboços dos políticos que ali atuavam.
Com a experiência adquirida ao retratar os parlamentares, em junho de 1889 passou a ser colaborador da Punch e no período de 1849 a 1912 foi o responsável pelo trabalho de fazer as caricaturas politicas da revista.
Quando deixou a Punch passou a exibir seus trabalhos em outras publicações como The Bystander, o Passing Show, o Sunday Times, a Pall Mall Gazette, o Sunday Evening Telegraph e o Evening Standard.
Embora tivesse predileção pelo desenho com o lápis, também deixou trabalhos feitos a caneta, nanquim e aquarela; após uma longa doença morreu aos 73 anos de idade.